# Antoine de Ciudad Rodrigo
Antoine de Ciudad Rodrigo (en espagnol : Antonio de Ciudad Rodrigo), né en Espagne et décédé en Nouvelle-Espagne dans les années 1540, est un missionnaire espagnol franciscain du xvie siècle envoyé en Nouvelle-Espagne. Il est l'un des membres du groupe dit des Douze Apôtres du Mexique. 

## Biographie
Entré chez les Franciscains en Espagne, il est choisi en 1523 pour faire partie du groupe de missionnaires envoyés en Nouvelle-Espagne pour y commencer l'évangélisation du Nouveau Monde. Il est le second provincial de la province franciscaine de Nouvelle-Espagne, province appelée encore province du Saint Évangile.